# Гагарін. Перший в космосі
«Гагарін. Перший в космосі» — російський художній фільм 2013 року режисера Павла Пархоменка про першого космонавта планети Юрія Гагаріна та його політ в космос.
Прем'єрний показ фільму відбувся в московському кінотеатрі «Жовтень» 12 квітня 2013 року, потім фільм демонстрували в управлінні космічних програм ООН (Відень) і на XXI фестивалі «Віват кіно Росії!» (Санкт-Петербург).
У загальноросійський прокат фільм вийшов 6 червня 2013 року, телепрем'єра фільму відбулася 12 квітня 2014 року

## Сюжет
Фільм присвячений життю Юрія Гагаріна, його дитинству, підготовці до польоту і боротьбі за першість в загоні космонавтів. Показані відносини Юрія з дружиною Валентиною і генеральним конструктором Сергієм Корольовим. У центрі уваги знаходиться космічний політ Гагаріна, перед і під час якого він згадує різні ключові моменти свого життя.
Лейтмотивом фільму є боротьба за право бути першим.

## У ролях

### У головних ролях
- Ярослав Жалнін — Юрій Гагарін
- Михайло Філіппов — Сергій Корольов, генеральний конструктор
- Володимир Стєклов — Микола Каманін, генерал
- Вадим Мічман — Герман Титов
- Данило Воробйов — Григорій Нелюбов
- Ольга Іванова — Валентина Гагаріна, дружина Юрія Гагаріна
- Віктор Проскурін — Олексій Іванович Гагарін, батько Юрія
- Надія Маркіна — Ганна Тимофіївна Матвєєва, мати Юрія

### У ролях
- Анатолій Отраднов — Андріян Ніколаєв
- Сергій Лактюнькін — Валерій Биковський
- Анатолій Гущин — Олексій Леонов
- Сергій Калашников — Павло Попович
- Євген Ткачук — лейтенант
- Інга Оболдіна — Аділя Равгатівна Котовська
- Сергій кагаку — Олег Івановський
- Сергій Тезов — Євген Карпов
- Олександр Зав'ялов — Анатолій Кирилов
- Дмитро Тихонов — Костянтин Феоктистов
- Олег Капанец — Начальник льотного училища
- Володимир Чуприков — Микита Сергійович Хрущов, перший секретар ЦК КПРС
- Хрістофер Яковцев — Юрій Гагарін у дитинстві

### В эпизодах
- Ольга Кузьміна —  Марина Попович, дружина Павла
- Марина Правкіна —  Тамара Тітова, дружина Германа Титова
- Олексій Парасич —  Володимир Суворов
- Максим Саприкін —  Юрій Гагарін в дитинстві
- Данила Букрин —  Борис, молодший брат Юрія Гагаріна
- Юрій Корнішін
- Валерій Афанасьєв —  човняр
- Анатолій Калмиков —  керівник оркестру
- Ілля Рутберг —  професор
- Дарина Мельникова —  Зоя Гагаріна в дитинстві, сестра Юрія
- Анастасія Привалова —  журналістка
- Дарина Балабанова —  студентка
- Дмитро Георгіївський —  Валентин Бондаренко
- Євген Потапенко —  Валентин Філатов
- Ніна Єсіна —  Зоя Гагаріна, сестра Юрія
- Ігор Смирнов
- Анзор Камаріддінов —  Марс Рафіков
- Ігор Огурцов
- Євген Вікторенко
- Дмитро Мальцев
- Данило Богданов
- Іван Добронравов —  Борис Волинов
- В'ячеслав Земляний —  Сергій Руденко, маршал
- Валерій Отаман —  Костянтин Вершинін, маршал
- Михайло Горський —  Віктор Горбатко
- Дмитро Калістратов —  Євген Хрунов
- Вадим Голишников —  Борис Раушенбах, професор
- Ольга Яковцева
- Лев Яковцев —  Юра Гагарін у дитинстві
- Олівія Яковцева —  школярка
- Аліса Хазіпова —  медсестра
- Сергій Зарков — «людина на мосту»

## Знімальна група
- Автори сценарію:
  - Олег Капанец
  - Андрій Дмитрієв
- Режисер-постановник: Павло Пархоменко
- Асистент-режисера: Аліса Хазіпова
- Композитор: Джордж Калліс
- Оператор-постановник: Антон Антонов
- Оператор додаткових зйомок: Вадим Юсов
- Художники-постановники:
  - Михайло Гаврилов
  - Володимир Маркович
- Художники по костюмах:
  - Олександра Андрєєва
  - Лідія Нестерова
- Художник по гриму: Ірина Ніколаєва
- Виконавчий продюсер: Дмитро Мурин
- Креативні продюсери:
  - Ентоні Уоллер
  - Ігор Толстунов
- Генеральний продюсер: Олег капанец

## Факти
- Картина стала першим фільмом-біографією про Юрія Гагаріна, на який дала згоду сім'я космонавта[9].
- Фільм має статус національного (УНФ № 16775 від 14.09.2009 р.)[10].
- Зйомки проходили в українському Криму (сцени, дія в яких відбувається на космодромі Байконур), Тверській області та в Москві[8]. Для фільму було створено макет корабля Схід[8].
- Володимир Стєклов, який виконав роль генерала Миколи Каманіна — єдиний з акторського складу, хто мав досвід реальної космічної підготовки. Його політ планувався в 2000 році для зйомок художнього фільму на борту станції «Мир». Однак через фінансові проблем політ актора не відбувся[11].

## Відгуки
12 квітня 2013 року, на прем'єрі фільму в московському кінотеатрі «Жовтень» Олена Гагаріна, старша дочка Юрія Гагаріна, поділилася своїм враженням від перегляду фільму «Гагарін. Перший в космосі»:

Для всієї нашої родини рішення брати участь у створенні художнього фільму було непростим. Ми вже не раз отримували подібні пропозиції, але мені вперше здалося, що спроба зняти художній фільм про мого батька увінчається успіхом… Було дуже зворушливо, коли актор, який грає мого батька, дуже хвилювався. Ви теж неодмінно побачите це. Я думаю, що «Гагарін. Перший в космосі» став фільмом, яким його творці можуть пишатися.
— Премьера фильма «Гагарин. Первый в космосе»
На сайті Мегакрітік фільм отримав рейтинг 58 з 100 по 15 рецензій
У російському кінопрокаті фільм не отримав особливого успіху, багато в чому через слабкий інтерес до нього з боку прокатників, його збори склали близько 35-36 млн рублів.

…нещодавно закінчився прокат її картини «Гагарін. Перший в космосі», … Прокат «Гагаріна» виявився не надто вдалим — його збори, за даними «Бюлетеня кінопрокатника», склали 35 млн руб. Капанець впевнений, що «глядацький потенціал» його фільму був не менший, ніж у «Легенди № 17», але прокатник — ЦПШ — дуже невдало розписав фільм: навіть у великих мультиплексах було всього по два сеанси на день.
— Ведомости, 02.07.2013
Відгуки же про фільм рядових глядачів були, головним чином, позитивними.

## Зноски
1. ↑  Person Profile // Internet Movie Database — 1990.
2. ↑  Пресс-конференция «Гагарин. Первый в космосе» [Архівовано 4 жовтня 2021 у Wayback Machine.].
3. ↑  http://www.kinometro.ru/release/card/id/10919
4. ↑  Закрытый показ первого художественного фильма про Гагарина для сотрудников ООН с успехом прошёл в Вене // ITAR-TASS, 2013-05-13
5. ↑  Светлана Мазурова, В Петербурге показали политический боевик о Гагарине. На XXI фестивале «Виват кино России!» в Северной столице был устроен специальный показ нового российского фильма «Гагарин. Первый в космосе». [Архівовано 29 жовтня 2013 у Wayback Machine.] // Российская Газета, 19.05.2013
6. ↑  http://www.kinometro.ru/release/card/id/10919 [Архівовано 31 травня 2013 у Wayback Machine.] «Дата начала проката в России: 06.06.2013»
7. ↑  Гагарин Юрий Алексеевич: «Вижу Землю…» — Состоялась премьера фильма «Гагарин. Первый в космосе». Архів оригіналу за 14 жовтня 2016. Процитовано 4 жовтня 2021.
8. 1 2 3  Максим Туула, Фильм о Гагарине снимут за $9,5 млн [Архівовано 10 червня 2015 у Wayback Machine.] // Бюллетень Кинопрокатчика, 30.04.2012
9. ↑  «Гагарин: Первый в космосе»: первый трейлер фильма. Архів оригіналу за 12 травня 2013. Процитовано 4 жовтня 2021.
10. ↑  Новый проект // Киностудия КремлинФилмз, 01.09.2009
11. ↑  Владимир Александрович Стеклов. Архів оригіналу за 5 жовтня 2016. Процитовано 4 жовтня 2021.
12. ↑  Гагарин. Первый в космосе [Архівовано 29 червня 2013 у Wayback Machine.]. Проверено 11.07.2013.
13. ↑  Кинокомпании наперегонки снимают фильмы о Льве Яшине.